# 妙安寺 (前橋市)
妙安寺（みょうあんじ）は、群馬県前橋市にある真宗大谷派の寺院。

## 歴史
1233年（天福元年）、成然によって開山された。成然は親鸞の高弟「二十四輩」の一人で、俗名「九条幸実」という九条家出身の公卿であった。当時、幸実は下総国猿島郡一ノ谷村（現・茨城県猿島郡境町）に流されていた。そして常陸国茨城郡稲田（現・茨城県笠間市）に親鸞がいることを知り、親族でもあったため度々親鸞の下を訪れた。そして遂に親鸞に弟子入りし、「成然」を名乗ることになった。
1232年（貞永元年）、親鸞は都に帰還することになり、成然は親鸞より形見の品々が渡され、新しい寺を創建して布教するように教示した。その後、成然は聖徳太子の霊夢を見て、猿島郡三村（現・茨城県坂東市）の太子ゆかりの最頂院跡地に寺を創建した。
1590年（天正18年）、川越城の城主酒井重忠によって、川越に移転した。1601年（慶長6年）、酒井氏の前橋藩転封により前橋の現在地に移転した。
なお、旧所在地の三村にも妙安寺が残っている。この寺も山号と院号が同じ「一谷山最頂院」であり、真宗大谷派に属している。また成然が建てた寺として、一ノ谷の妙安寺もある。この寺は山号は同じで院号が異なる「一谷山大法院」であり、真宗大谷派に属している。
1602年（慶長7年）、教如が東本願寺を創建した際、親鸞が当寺に残した親鸞本人の寿像を東本願寺に献上した。東本願寺は当寺に「御里御坊」の名を贈り、東本願寺建立に協力した徳川家康も当寺に貴重な品々を贈った。そういう経緯もあって、寺宝を数多く所有しており、その多くが文化財に指定されている。
寺宝は疎開によって戦災を免れたが、伽藍は1945年（昭和20年）8月の前橋空襲で焼失した。

## 文化財
群馬県指定重要文化財
- 梵鐘（群馬県指定重要文化財 昭和30年1月14日指定）[6]
- 絹本著色聖徳太子孝養像2幅（群馬県指定重要文化財 昭和60年6月25日指定）[6]
- 絹本著色親鸞聖人旅姿像1幅（群馬県指定重要文化財 昭和60年6月25日指定）[6]
- 絹本著色親鸞聖人像1幅（群馬県指定重要文化財 昭和60年6月25日指定）[6]
- 絹本著色親鸞・成然両上人像1幅（群馬県指定重要文化財 昭和60年6月25日指定）[6]
- 絹本著色成然上人像3幅（群馬県指定重要文化財 昭和60年6月25日指定）[6]
- 絹本著色真宗七高祖像1幅（群馬県指定重要文化財 昭和60年6月25日指定）[6]
- 絹本著色親鸞聖人縁起絵伝4幅（群馬県指定重要文化財 昭和60年6月25日指定）[6]
- 中啓伝狩野山楽筆扇面画1面（群馬県指定重要文化財 昭和60年6月25日指定）[6]
- 絹本著色九文人合作書画1幅（群馬県指定重要文化財 昭和60年6月25日指定）[6]

前橋市指定重要文化財
- 書跡豊臣秀吉和歌短冊（前橋市指定重要文化財 昭和39年12月22日指定）[7]
- 一谷山記録8冊（前橋市指定重要文化財 昭和60年3月27日指定）[7]
- 妙安寺筆録（最頂院成賢筆）1冊（前橋市指定重要文化財 昭和60年3月27日指定）[7]
- 妙安寺古系図1巻（前橋市指定重要文化財 昭和60年3月27日指定）[7]
- 一谷山最頂院妙安寺縁起上・下2巻（前橋市指定重要文化財 昭和60年3月27日指定）[7]
- 唯信鈔文意（伝成然筆）1冊（前橋市指定重要文化財 昭和60年3月27日指定）[7]
- 葵紋幕付本多佐渡守正信奉書写2張2通（前橋市指定重要文化財 昭和60年3月27日指定）[7]
- 親鸞寿像遷座関係書状28通（前橋市指定重要文化財 昭和60年3月27日指定）[7]
- 絹本著色十字名号（前橋市指定重要文化財 昭和61年6月6日指定）[7]

## 交通アクセス
- 中央前橋駅より徒歩9分。

## 周辺
- 大蓮寺
- 広瀬川美術館